# Leopold Blahak
Leopold Blahak (* 7. Februar 1905 in Markersdorf, Markgrafschaft Mähren, Österreich-Ungarn; † um den 24. Mai 1945 in Stift Břevnov, Prag, Tschechoslowakei) war ein Prager Bildhauer mährisch-deutscher Herkunft.

## Herkunft, Ausbildung und Familiengründung
Leopold Blahak war das älteste von fünf Kindern einer Bauernfamilie. Nach dem Tod des Vaters im Ersten Weltkrieg absolvierte er 1917 bis 1920 die Bürgerschule in Mährisch-Neustadt. Vermittelt durch das Olmützer Priesterseminar, begann er 1921 eine Lehre als Steinmetz in der Werkstatt des Bildhauers Julius Pelikán in Olmütz, wo er bis 1928 tätig war. 1929 wurde er an die Akademie der bildenden Künste in Prag aufgenommen und studierte bis 1934 Bildhauerei bei dem Myslbek-Schüler Bohumil Kafka. Nach einem zusätzlichen Ehrenjahr an der Akademie machte er sich 1935 als Bildhauer in Prag selbstständig. 1937 heiratete er Hedwig Exner, mit der er einen Sohn (* 1939) und eine Tochter (* 1944) hatte.

## Werdegang als Bildhauer
Freiberuflich versuchte Leopold Blahak zunächst, nicht nur in der deutschen, sondern v. a. auch in der tschechoslowakischen Kunstszene Fuß zu fassen: 1936 arbeitete er mit den avantgardistischen Aktivisten zusammen, 1936 stellte er auf dem Ersten Zliner Frühlingssalon, 1937 auch auf dem Zweiten Zliner Salon aus. 1937 wurde ihm durch die Tschechische Akademie der Wissenschaften und Künste eine Förderung zugesprochen. In diesem Zusammenhang ist die 1933 bis 1937 nachweisbare Slawisierung seines Namens zu (Lev) Blahák zu sehen, die er ab der Teilnahme an der Sudetendeutschen Kunstausstellung 1937/38 wieder aufgab.
Nach der Zerschlagung der Tschechoslowakei durch NS-Deutschland partizipierte Leopold Blahak an der Förderung „bodenständige[r] deutscher Kunst“ (NS-Jargon) im Protektorat Böhmen und Mähren: Bereits 1939 wählte eine Kommission des Reichsministeriums für Volksaufklärung und Propaganda und des Reichsprotektors seine Werke dazu aus, das Kunstschaffen im Protektorat auf der Biennale 1940 in Venedig zu vertreten. Das Vorhaben, tschechische und deutsche Künstler dort gemeinsam auszustellen, wurde allerdings wieder fallengelassen. Doch wurden 1939 seine Werke durch die Stadt Prag, 1941 durch das Schulministerium des Protektorats angekauft. 1940/41 erhielt er einen dauerhaften Ausstellungsplatz in der Städtischen Galerie im Prager Gemeindehaus. 1942 und 1943 war er mit je einer, 1944 mit zwei Skulpturen auf der Großen deutschen Kunstausstellung im Haus der Deutschen Kunst zu München vertreten. 1944 schließlich wurde ihm der Kulturförderpreis der Peter-Parler-Kulturstiftung der Hauptstadt Prag verliehen.
In diesen Jahren scheint sich Leopold Blahak als einer der „Vorzeige-Bildhauer“ der Prager Protektoratsdeutschen gegenüber der Kunstszene des Dritten Reichs etabliert zu haben: Seine Skulpturen wurden laufend in Prager deutschen Printmedien abgebildet oder zierten deren Titelblätter. Förderlich war seinem Vorankommen die Nähe zu einflussreichen lokalen NS-Funktionsträgern: zu Josef Pfitzner, 1939 bis 1945 Primator-Stellvertreter von Prag, den Blahak mehrfach porträtierte und der ihm dafür den Peter-Parler-Preis zuerkannte, und zu seinem Studienfreund und Trauzeugen Franz Höller, 1939 bis 1944 Leiter des NSDAP-Gaupropagandaamtes im Reichsgau Sudetenland, der schon 1937 die Aufnahme von Blahaks Werken in die Sudetendeutsche Kunstausstellung unterstützt hatte und ihn auch sonst, wo er konnte, protegierte. Nicht zuletzt hatte er in Guido Reif, dem Hauptschriftleiter der Prager Illustrierten Wochenschau und des Prager Jahrbuchs einen Bewunderer, der Künstlerporträts über ihn verfasste und Abbildungen seiner Werke in seine Publikationen einbezog.

## Künstlerische Entwicklung
Als Schüler Bohumil Kafkas, der den strengen akademischen Stil seines Lehrers Josef Václav Myslbek mit weicher impressionistisch-zerfließender Formgebung verbunden hatte, strebte auch der junge Leopold Blahak zunächst nach einem progressiven Stil auf der Höhe der Zeit: Bis ca. 1939 blieb seine Formensprache reduziert, physische Details wurden nur angedeutet oder nicht ausgeführt (z. B. Holzskulptur Mädchenakt 1937, Kalkstein-Doppelskulptur Mutter 1937), bisweilen ist eine dynamisch-expressive Modellierung für seine Porträts wie Figurendarstellungen charakteristisch (z. B. Bronzebüste Dr. Kubista 1936, Marmorrelief Tanz 1939). Aus dieser Zeit ist auch seine Bewunderung für die avantgardistische Bildhauerei eines Henry Moore und sein Austausch mit expressionistisch arbeitenden Künstlern, etwa Theodor Sternhell, einem Gründungsmitglied der Künstlergruppe Die Pilger, belegt.
In seinen seit der Okkupation entstandenen und immer häufiger in den Prager Medien präsenten Werken setzte sich dagegen ein ausgeprägter Realismus durch (z. B. Bronzebüste K. Postl Sealsfield, ca. 1943; Gipsbüste Bildnis meiner Frau (Hedwig), ca. 1943), der als partielle Anpassung an den Geschmack der nationalsozialistisch dominierten Kunstszene im Protektorat Böhmen und Mähren gedeutet werden muss. Das für seinen Durchbruch als Bildhauer maßgebliche Schlüsselwerk stellte seine 1943 oder 1944 durch die Stadt Prag angekaufte, heute verschollene Bronzebüste Rainer Maria Rilkes (ca. 1940/41) dar, die nicht nur vielerorts (München, Straßburg, Reichenberg) ausgestellt wurde, sondern auch durch zahlreiche Abbildungen in Zeitschriften und Büchern bekannt war; noch 1956 wurde sie anlässlich eines Rilke-Jubiläums im Prager im Náprstek-Museum gezeigt. Zeitgenössische Kunstkritiker vermerkten, sie sei „eine Verkörperung alles Geistigen in Stein“, „vor der man etwas von der Diskrepanz zwischen dem Mann und seinem Werk verspürt.“ Es sei, „als hätte ihn der Bildner ins Leben zurückgeholt; sein Wesen, der Gehalt seiner Verse, die Musik seiner Sprache ist um den Kopf, dessen Komposition und Durchführung meisterlich gelang!“

## Kriegs- und Lebensende
Ab 1943 diente Leopold Blahak als Soldat der deutschen Luftabwehr im Prager Stadtteil Troja. Nach dem Prager Aufstand im Mai 1945 wurde er mit seiner Familie von tschechischen Milizionären verhaftet und mit anderen Prager Deutschen in das im Westen der Stadt gelegene Kloster Braunau deportiert. Dort kam er um den 24. Mai 1945 unter ungeklärten Umständen ums Leben.

## Ausstellungsbeteiligungen
- Ausstellung bildender Künstler im Rahmen des „Aktivisten“-Rezitationsabends (Pilsen, 4.3.1934)
- Erste J.-K. Beer-Vermächtnisausstellung (Brüx, 7.10.–4.11.1934)
- Ausstellung junge religiöse Kunst (Brüx, 20.10.1935–?)
- Erster Zliner Frühlingssalon (Zlín, 26.4.–31.8.1936)
- Ausstellung des Metznerbundes, Kreis Olmütz (Mährisch-Schönberg, 1.–12.7.1936)
- Zweiten Zliner Salon (Zlín, 18.4.–31.8.1937)
- Sudetendeutsche Kunstausstellung (Karlsbad, 1.–25.8.1937; Reichenberg, 19.9.–10.10.1937; Berlin, 8.12.1937–16.1.1938; Stuttgart, Februar 1938; Köln, 13.3.–3.4.1938; Dresden, 27.4.–18.5.1938; Breslau, Mai–Juli 1938)
- Kunstausstellung des Bundes der Deutschen (Jägerndorf, 10.7.1938–?)
- Ausstellung ausgewählter Vertreter des Protektorats Böhmen und Mähren auf der Biennale 1940 in Venedig (Prag, April 1940)
- Weihnachts-Verkaufs-Ausstellung deutscher Künstler in Böhmen und Mähren (Prag, 7.12.1940–1.1.1941)
- Ausstellung des Hilfswerks für die bildenden Künstler in der Nationalsozialistischen Volkswohlfahrt (Wien, Dezember 1941)
- Große Deutsche Kunstausstellung im Haus der Kunst zu München 1942
- Gauausstellung 1942 des Metznerbundes (Reichenberg, 13.10.–8.11.1942)
- Ausstellung sudetendeutscher Künstler (Straßburg, Januar 1943)
- Große Deutsche Kunstausstellung im Haus der Kunst zu München 1943
- Große Deutsche Kunstausstellung im Haus der Kunst zu München 1944

## Werkauswahl
- Skulptur Lesender Mönch (Ton, 1936)
- Porträtbüste Dr. Kubista (Bronze, 1936)
- Skulptur Ecce Homo (Bronze, 1936)
- Skulptur Mutter (Kalkstein, 1937)
- Skulptur Mädchenakt (Holz, 1937)
- Relief Holzschuhmacher (Holz, 1937)
- Relief Tanz (Marmor, 1939)
- Skulptur Werdende Mutter (Bronze, 1939)
- Skulptur Frau am Pfluge (Ton, 1940)
- Grabskulptur Segnender Christus (Kalkstein, 1940)
- Porträtbüste Rainer Maria Rilke (Bronze, 1940/41)
- Porträtbüste Der Führer (Bronze, 1942)
- Porträtbüste Mein Batteriechef Hauptmann Dr. P. (Stein, 1943)
- Porträtbüste Bildnis meiner Frau (Hedwig) (Gips und Bronze, 1943)
- Porträtbüste K. Postl Sealsfield (Kalkstein und Bronze, 1943)
- Porträtbüste Regimentskommandeur Oberst Sch. (Kalkstein, 1944)
- Skulptur Die Sitzende (Ton, 1944)
- Porträtbüste Der Sohn des Künstlers (Dieter) (Ton, 1944)